# Spoutnik 22
 (janvier 2023).

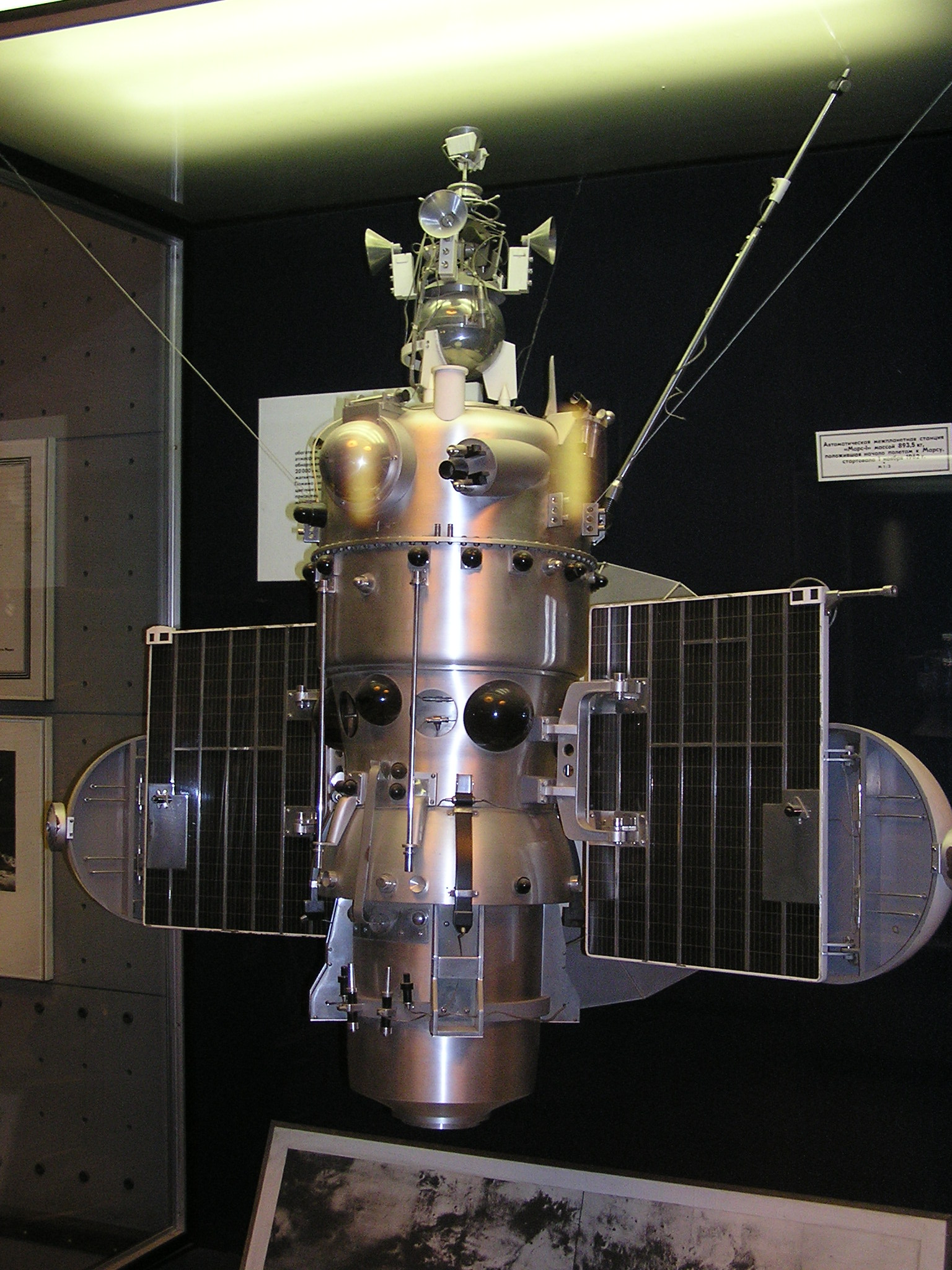
Maquette du statellite Spoutnik 22

Spoutnik 22 (ou Korabl 11 ou Mars 1962A) a été l'une des premières tentatives soviétiques de survol de la planète Mars, lancée le 24 octobre 1962 par une fusée Molnia.
Il semble que sa mission était identique à celle de Mars 1 lancée huit jours après. Elle fut détruite lorsque le dernier étage du lanceur auquel elle était attachée, explosa ou se brisa. L'accident eut lieu lors de la crise des missiles de Cuba, et les Américains, qui détectèrent les débris grâce à leurs radars du Ballistic Missile Early Warning System en Alaska, eurent un moment un doute d'une attaque nucléaire soviétique par ICBM.
Cette mission fut pendant un moment désignée comme Sputnik 29 par le Naval Space Command Satellite Situation Summary américain.

## Déroulement de la mission
La sonde Spoutnik 22 décolle du sol terrestre le 24 octobre 1962 d'un lanceur type soviétique Molnia (lanceur) au cosmodrome de Baïkonour en Union des républiques socialistes soviétiques (actuel Kazakhstan). La sonde effectue une mise en orbite basse terrestre. Cependant lors de sa manœuvre d'intégration pour se mettre en orbite héliocentrique et donc pouvoir s'approcher de Mars (planète), le dernier étage de son lanceur explose ce qui entraîne l'explosion de la sonde elle-même et la fin de la mission.

## Objectif
Cette mission avait pour objectif de s'approcher ou plutôt de faire un survol rapproché de Mars (planète). L'objet devait être donc le tout premier objet spatial à survoler Mars. Par ailleurs celui-ci devait prendre en photographie le sol martien pour essayer de prouver l'existence de canaux martiens voire la vie martienne.

### Contexte
Depuis les années 30, Mars est une planète mystérieuse pour les scientifiques, en effet celle-ci est reconnaissable par son sol ténu rougeâtre et des astronomes pensaient voir des canaux à sa surface construits par une espèce vivante extraterrestre (qui étaient en fait des crevasses et canyons martiens). Mais des hypothèse sur la recherche de la vie remettent en question, cette théorie, à la suite de la découverte de calotte polaire et d'expérience faisant penser que la vie sous forme de plantes ne serait possible que sous certaines conditions voire impossible.
Mars est aussi l'objet de convoitise. En effet Mars et Vénus sont toutes deux des objectifs pour l'agence spatiale américaine (National Aeronautics and Space Administration) et pour l'agence spatiale soviétique (Roscosmos)

## Caractéristique technique
La sonde soviétique est un objet de 893.5 kg, certainement semblable à Mars 1 mais les informations sur son sujet restent tout de même un mystère.